# 레오벤 조약
레오벤 조약(Treaty of Leoben)은 1797년 4월 17일에 나폴레옹에 의해 체결된 조약이다. 이 협약은 많은 비밀 조항을 포함했다. 이 조약으로 오스트리아는 이스트리아와 달마티아의 베네치아 공화국 영토에 대한 대가로 네덜란드와 롬바르디아를 잃었다. 조약은 1797년 10월 17일 최종 평화 협정인 캄포포르미오 조약에 의해 승인되었다.